# Eria bigibba
Eria bigibba är en orkidéart som beskrevs av Heinrich Gustav Reichenbach. Eria bigibba ingår i släktet Eria och familjen orkidéer. Inga underarter finns listade i Catalogue of Life.